# Nationale feestdag van de Catalaanse landen
De Nationale feestdag van de Catalaanse landen (in het Catalaans, Diada Nacional dels Països Catalans) is een cultureel, symbolisch en feestelijk evenement dat op 24 juni plaatsvindt in alle plaatsen waar Catalaans de moedertaal is. Deze dag valt samen met de festiviteiten en vuurtradities die verbonden zijn met de nacht van het Sint Jansfeest of de zomerzonnewende en vertegenwoordigt de jumelage en de band van identiteit van alle Catalaanstalige gebieden die zowel vanuit sociaal-cultureel als taalpolitiek oogpunt bekend staan als de Catalaanse landen.
Deze herdenking wordt gesymboliseerd door de Vlam van de Canigó (in het Catalaans, Flama del Canigó) en door de traditie van midzomervuren (ook wel bekend als falles) en fakkeltochten van de zonnewende, alsmede door gastronomische gebruiken. In de jaren tachtig hebben verschillende sociale en culturele organisaties deze dag als feestdag afgekondigd. Hij wordt gevierd sinds de jaren 1980. Hij werd nog niet officieel erkend door de regeringen van Andorra, l'Alguer (Italië) of, in Spanje, de grondgebieden van Aragón, Balearen, Murcia, de Valenciaanse Gemeenschap en Catalonië (met inbegrip van Noord-Catalonië, sedert  de Vrede van de Pyreneeën in 1659 samen met Frans-Vlaanderen en Zuid-Henegouwen door Frankrijk geannexeerd).